# Athorybia rosacea
Athorybia rosacea is een hydroïdpoliep uit de familie Athorybiidae. De poliep komt uit het geslacht Athorybia. Athorybia rosacea werd in 1775 voor het eerst wetenschappelijk beschreven door Forsskål. 